# Manuel Velázquez
Manuel Velázquez Villaverde (* 24. Januar 1943 in Madrid; † 15. Januar 2016 in Fuengirola) war ein spanischer Fußballspieler. Seine Position war das zentrale Mittelfeld.

## Karriere
Seine Karriere begann Manuel Velázquez in der Jugend von Real Madrid, bevor er im Alter von 19 Jahren zu Rayo Vallecano wechselte. Nach insgesamt drei Leihjahren bei den Madrilenen und dem FC Málaga kehrte er schließlich, unter Trainer Miguel Muñoz, zu Real Madrid zurück. Stars wie Alfredo Di Stéfano oder Ferenc Puskás hatten zu jener Zeit ihren Zenit überschritten und mussten langsam ersetzt werden. Hierzu wurden junge Fußballer wie Amancio, Pirri, Manuel Sanchís oder Ignacio Zoco verpflichtet, sowie talentierte Eigenbauspieler wie Ramón Grosso oder Manuel Velázquez selbst in die Mannschaft eingebaut. Nach zahlreichen nationalen Erfolgen gelang diesem nur aus Spaniern gebildeten Team, das den Spitznamen „el Madrid yé-yé“ trug, in der Saison 1965/66 der Gewinn des Europapokals der Landesmeister.
Velázquez selbst machte sich einen Namen als kreativer zentraler Mittelfeldspieler und organisierte das Spiel der Hauptstädter, bis er im Jahr 1977, mit 34 Jahren, aufgrund einer Verletzung bei Real Madrid aufhörte. In der Saison 1978 spielte er noch für Toronto Metros-Croatia in der North American Soccer League, bevor er seine Karriere beendete.

## Erfolge
- 1 × Europapokal der Landesmeister
  - 1965/66
- 6 × Spanischer Meister
  - 1966/67, 1967/68, 1968/69, 1971/72, 1974/75, 1975/76
- 3 × Copa del Rey
  - 1969/70, 1973/74, 1974/75